# Michel Pollentier
Michel Pollentier, född den 13 februari 1951 i Diksmuide, är en belgisk tidigare landsvägscyklist som var professionell från 1973 till 1984. Hans främsta meriter är totalsegrarna i Giro d'Italia 1977, Tour de Suisse 1977 och Critérium du Dauphiné libéré 1978, samt vinsten i Flandern runt 1980. Han tog etappsegrar i alla tre Grand Tours och blev belgisk mästare i linjelopp två gånger.
I Tour de France 1978, efter etapp 16, i vilken Pollentier var först över mållinjen upp till Alpe d'Huez, och därigenom distanserat Bernard Hinault med så mycket att han skulle ha tagit över ledningen i loppet, blev han  diskvalificerad, då han befanns ha fuskat vid ett urinprov genom att ha medfört en kondom fylld av urin (som han tömde genom en slang) gömd i armhålan (eller ändtarmen?).

## Meriter
| 1973 3:a totalt i Tour de Romandie 6:a i Omloop van het Houtland 7:a totalt i GP de Fourmies 9:a i Paris–Tours 1974 Vinnare av Leeuwse Pijl 2:a i Giro del Piemonte 4:a i Kampioenschap van Vlaanderen 4:a totalt i Vuelta a Andalucia 7:a totalt i Tour de France Vinnare av etapp 21b (ITT) 7:a i Circuit de l'Aulne 9:a totalt i Tour de Luxembourg 1975 Vinnare av etapp 1 i Tour de France Vinnare av etapp 6 i Critérium du Dauphiné libéré 2:a totalt i Ronde van België Vinnare av etapp 1a (ITT) 2:a i Brabantse Pijl 2:a i Trofeo Baracchi med Freddy Maertens 4:a i Paris–Bryssel 4:a i Druivenkoers Overijse 5:a i Amstel Gold Race 5:a i Omloop van het Leiedal 6:a i Omloop der Beide Vlaanderen 8:a totalt i Vuelta a Andalucia 8:a i GP Lugano (ITT) 1976 Vinnare totalt av Ronde van België Vinnare av etapp 3 Vinnare av etapp 16 i Tour de France Vinnare av Trofeo Baracchi med Freddy Maertens Vinnare totalt av Escalada a Montjuïc Vinnare av etapp 1c (ITT) 2:a totalt i Tour de Suisse Vinnare av etapperna 2, 4a och 9b (ITT) 3:a i Züri Metzgete 4:a totalt i Ronde van Nederland 8:a i Grand Prix de Wallonie 8:a totalt i À travers Lausanne 10:a i Omloop van het Leiedal 1977 Vinnare totalt av Giro d'Italia Vinnare av etapp 21 (ITT) Vinnare totalt av Tour de Suisse Vinnare av poängtävlingen Vinnare av prologen (ITT) samt etapperna 3a, 3b (ITT) och 9b (ITT) Belgisk mästare i linjelopp Vinnare av etapp 4 i Vuelta a España 2:a i GP du canton d'Argovie 3:a totalt i Setmana Catalana de Ciclisme 4:a i Grand Prix de Wallonie 5:a i Flandern runt 7:a i Trofeo Laigueglia 8:a i Liège–Bastogne–Liège 10:a i Super Prestige Pernod | 1978 Belgisk mästare i linjelopp Vinnare totalt av Vuelta a Mallorca Vinnare av etapperna 1a och 2a (ITT) Vinnare totalt av Escalada a Montjuïc Vinnare av etapperna 1a (ITT), 1b och 1c (ITT) 2:a i Flandern runt 4:a totalt i Belgien runt 4:a i Omloop van het Houtland 5:a totalt i Tirreno–Adriatico 5:a i La Flèche Wallonne 5:a i Critérium des As 6:a i Brabantse Pijl 8:a i Super Prestige Pernod 8:a totalt i Tour de Suisse Vinnare av etapperna 5 och 7b (ITT) 10:a i Lombardiet runt 10:a i Gent–Wevelgem 1979 Vinnare av GP du Tournaisis Vinnare av Maël–Pestivien 3:a totalt i Vuelta a España 3:a i E3 Harelbeke 4:a totalt i Ronde van België 4:a i Brabantse Pijl 4:a i Leeuwse Pijl 1980 Vinnare av Flandern runt Vinnare av Brabantse Pijl 2:a i Le Samyn 5:a i linjelopp vid Belgiska mästerskapen 5:a totalt i Ronde van België 8:a totalt i Tirreno–Adriatico 1981 8:a totalt i Étoile de Bessèges 1982 Vinnare av Omloop van de Westkust 2:a totalt i Vuelta a España 2:a i Omloop van het Houtland 4:a i Flandern runt 6:a i linjelopp vid Världsmästerskapen 1983 3:a totalt i Driedaagse van De Panne-Koksijde 7:a i Flandern runt 7:a i La Flèche Wallonne 8:a i Omloop van het Leiedal 1984 Vinnare av etapp 6 i Vuelta a España |